# Stenostoma melitense
Stenostoma melitense là một loài bọ cánh cứng trong họ Oedemeridae. Loài này được Cameron miêu tả khoa học năm 1907.